# Yuka Iguchi
Yuka Iguchi (井口 裕香 Iguchi Yuka?,  Tokio, Japón, 11 de julio de 1988) es una actriz de voz y cantante japonesa, afiliada a Office Osawa. Es conocida especialmente por interpretar a Index en To Aru Majutsu no Index y a Tsukihi Araragi en la saga Monogatari.

## Biografía
Iguchi debutó como seiyū en 2002. En 2003, obtuvo su primer papel en un anime, en Di Gi Charat Nyo!, interpretando a Akari Usada. En 2007 obtuvo su primer papel como protagonista en Idolmaster: Xenoglossia, doblando a Haruka Amami.
En 2008, interpretó a Index en To Aru Majutsu no Index. Más tarde retomaría el papel en To Aru Majutsu no Index II (2010) y To Aru Majutsu no Index: Endyumion no Kiseki (2013). En 2012, recibió el Premio a la mejor Personalidad en la 6.ª Edición de los Seiyū Awards por sus roles en Toaru Majutsu no Index, Bakemonogatari y Fractale. Este premio se concede a la mejor personalidad de radio o televisión.

## Filmografía

### Anime
2003
- Di Gi Charat Nyo! (Akari Usada)

2005
- Canvas 2 (Kawana Takatou)

2006
- Ghost Hunt (Kiyomi Itō)
- Tokimeki Memorial Only Love (Sakura Shinjō)

2007
- Bakugan Battle Brawlers (Oberus/Oberon)
- Bokurano (Mako Nakarai)
- Idolmaster: Xenoglossia (Haruka Amami)
- Koharu Biyori (Ayumi Hagiwara)
- Yumedamaya Kidan (Naho)

2008
- To Aru Majutsu no Index (Index)[7]
- Kamen no Maid Guy (Naeka Fujiwara)
- Kara no Kyōkai 6: Bōkyaku Rokuon (Shizune Seo)
- Mai-Otome 0~S.ifr~ (M-9)
- True Tears (Aiko Andō)
- Zero no Tsukaima: Princesses no Rondo (Irukuku)
- Shin Chan (La Hermana Menor de Nene)

2009
- To Aru Kagaku no Railgun (Index)[7]
- Bakemonogatari (Tsukihi Araragi)[8]
- Bakugan Battle Brawlers: New Vestroia (Oberus/Oberon)
- Fairy Tail (Sherry Blendy, Chelia Blendy)
- Needless (Honoka)
- Nyan Koi! (Kaede Mizuno)
- Shakugan no Shana-tan Revenge (Index-tan)[7]
- Shangri-La (Karin Ishida)

2010
- To Aru Majutsu no Index II (Index)[7]
- Hime Chen! Otogi Chikku Idol Lilpri (Karen)
- Ichiban Ushiro no Dai Maō (Yūko Hattori/Yuri Hoshino)
- Jewelpet Twinkle (Tametorin y Toristein, Monica Sakura)
- Mayoi Neko Overrun! (Chise Umenomori)
- Otome Yōkai Zakuro (Sakura)
- Sekirei: Pure Engagement (Oriha)

2011
- Boku wa Tomodachi ga Sukunai (Maria Takayama)[9]
- C³ (Sovereignty)
- Chibi Devi! (Honoka Sawada)
- Denpa Onna to Seishun Otoko (Yashiro Hoshimiya)
- Fractale (Enri Granitz)
- Mayo Chiki! (Konoe Subaru)
- Mitsudomoe Zōryōchū! (Shiori Itou)
- Ro-Kyu-Bu! (Maho Misawa)
- Tamayura: Hitotose (Norie Okazaki)

2012
- A Channel +smile (Keiko)
- Ano Natsu de Matteru (Chiharu Arisawa)
- Arata-naru Sekai (Hoshigaoka)
- Girls und Panzer (Mako Reizei)
- Hayate the Combat Butler: Can't Take My Eyes Off You (Ruri Tsugumi)
- Nekomonogatari (Kuro) (Tsukihi Araragi)[8]
- Nisemonogatari (Tsukihi Araragi)[8]
- Sankarea (Mero Furuya)
- Sket Dance (Hani Usami [eps 72-77])
- Senki Zesshō Symphogear (Miku Kohinata)
- To Love-Ru Darkness (Mea Kurosaki)
- Touhou Musou Kakyou :A Summer Days Dream 2 (Tewi Inaba)
- Zero no Tsukaima F (Irukuku)

2013
- Boku no Imōto wa Ōsaka Okan (Kaede)[10]
- Boku wa Tomodachi ga Sukunai NEXT (Maria Takayama)[9]
- Devil Survivor 2: The Animation (Otome Yanagiya)
- Monogatari Series Second Season (Tsukihi Araragi)[8]
- Ro-Kyu-Bu! SS (Maho Misawa)
- Senran Kagura (Hibari)[11]
- Strike the Blood (Astarte)
- Tamayura: More Aggressive (Norie Okazaki)
- Kami Nomi zo Shiru Sekai: Megami-Hen (Tsukiyo Kujō)[12][13]
- Yama no Susume (Aoi Yukimura)[14]
- Senki Zesshō Symphogear G  (Miku Kohinata)

2014
- Sakura Trick (Yū Sonoda)
- No Game No Life (Kuramii Tseru)
- Madan no Ou Vanadis (Limlisha)
- Soredemo Sekai wa Utsukushii (Rosa)

2015
- Danmachi (Hitachi Chigusa)
- Kantai Collection Kancolle (Kaga) (Tone) (Chikuma)
- Koufuku Graffiti (Yuki Ushiki)
- Owari no Seraph (Mitsuba Sangū)
- Rakudai Kishi no Cavalry (Nene Saikyou)

2016
- Keijo!!!!!!!! (Nami Nanase)
- Re:Zero kara Hajimeru Isekai Seikatsu (Crusch Karsten)

2017
- Aho Girl (Tadashi)[15]
- Kakegurui (Nanami Tsubomi)
- Owarimonogatari 2º season (Tsukihi Araragi)[16]
- Sangatsu no Lion (Kaku Nyaa y Keima Nyaa)

2018
- Sora Yorimo Tōi Basho (Hinata Miyake)
- To Aru Majutsu no Index III (Index)

2019
- Danmachi II (Hitachi Chigusa)

2020
- Danmachi III (Hitachi Chigusa)
- Re:Zero kara Hajimeru Isekai Seikatsu 2nd Season (Crusch Karsten)
- Shokugeki no Sōma: Gō no Sara (Lanterby)

#### 2021
- Hyper Ultra Girlish (Mei Takahashi)

### Videojuegos

#### 2017
- Magia Record (Kirika Kure)

#### 2018
- Azur Lane (Kawakaze)

#### 2024
- Zenless Zone Zero (Koleda Bolebog)

### ONAs
2016
- Koyomimonogatari (Tsukihi Araragi)

### OVAs
| Lista de roles interpretados |
| --- |
| 2007 - Koharu Biyori (Ayumi Hagiwara) 2008 - Mai-Otome 0~S.ifr~ (M-9) - Yotsunoha (Rū) 2009 - Needless+ -Saint Lily Gakuen no Himitsu- (Honoka) - Tokimeki Memorial 4 Original Animation (Fumiko Yanagi) 2010 - Kaibutsu Ōjo (Flandre) - Tamayura (Norie Okazaki) 2011 - Baby Princess 3D Paradise 0 (Kosame) - Boku wa Tomodachi ga Sukunai (Maria Takayama) 2012 - A-Channel + smile (Keiko) - Arata-naru Sekai (Hoshigaoka) - Boku wa Tomodachi ga Sukunai Add On Disc (Maria Takayama) - Nogizaka Haruka no Himitsu: Finale (Rio Munakata) - To Love-Ru -Trouble- Darkness (Mea Kurosaki) - Hyper Ultra Girlish:Super Elegant (Mei Takahashi) |

### Películas
| Lista de roles interpretados |
| --- |
| 2013 - Kara no Kyoukai: Mirai Fukuin (Shizune Seo) - To Aru Majutsu no Index: Endyumion no Kiseki (Index) 2017 - No Game, No Life Zero (Nonna Zell) |

## Música
- Interpretó el séptimo opening de Koyomimonogatari Platinum Disco.[18] Este tema también es el opening del 8º episodio de Nisemonogatari.[19]